# Анкудинов, Алексей Фёдорович
Алексе́й Фёдорович Анкуди́нов (8 февраля 1892, Рыбинск — 20 марта 1983, Черновцы) — российский и советский боксёр. В 1922 году завоевал титул чемпиона СССР среди профессионалов. В 1926 году на первом чемпионате СССР по боксу был объявлен чемпионом СССР в полутяжёлом весе, став таким образом одним из первых чемпионов СССР по боксу и первым чемпионом СССР в этой весовой категории. Участник Первой мировой, Гражданской и Великой Отечественной войн.

## Биография
В источниках нет однозначного мнения относительно даты рождения Алексея Анкудинова. В первых двух изданиях книги «Бокс. Энциклопедия» датой его рождения указываются 1890-е годы. В статье «Чемпион-старообрядец» в журнале «Русский дом» указано, что он родился в 1892 году в Рыбинске Ярославской губернии, но это противоречит изложенному в книге «Воспоминания боксёра» Константина Градополова, где сказано, что в 1927 году Анкудинову было 20 лет, а его  родным городом назывался Бежецк. Отцом Алексея был Фёдор Васильевич Анкудинов, купец 1-й гильдии и депутат Бежецкой городской думы, а матерью — Анна Николаевна. Вся семья Анкудиновых исповедовала старообрядчество.
Был участником Первой мировой войны, во время службы в аэростатном батальоне, где также служили ряд английских и французских авиаторов, начал заниматься боксом. Согласно другим источникам, во время Первой мировой войны Анкудинов был пленён, и находясь в плену, начал заниматься боксом вместе с пленными англичанами. Принимал участие в Гражданской войне в России. В последующем, когда Анкудинов стал выступать на соревнованиях по боксу, его тренерами были Павел Никифоров и Вячеслав Самойлов.
В июле 1920 года Алексей стал победителем в прошедшей в Московском цирке Предолимпиаде, которую организовал Николай Подвойский. В рамках этих соревнований Анкудинов провёл поединок против Алексея Лебедева, которого нокаутировал в 1-м раунде. Алексей Анкудинов был единственным боксёром-победителем Предолимпиады, который не выступал за сборную Москвы на этих соревнованиях. Среди побеждённых Алексеем Анкудиновым также был будущий кинорежиссёр Борис Барнет.
В 1922 году принимал участие в организованных Аркадием Харлампиевым профессиональных поединках, где был одним из главных «„гвоздей“ вечера». В одном из таких поединков на кону стоял титул чемпиона России (СССР) среди профессионалов, соперником Анкудинова стал Михаил Фомин. Поединок был запланирован как десятираундовый, но в 9-м раунде Фомин, который на тот момент имел преимущество на судейских записках, отказался от продолжения боя. Таким образом Анкудинов стал первым чемпионом России (СССР) среди профессионалов. В 1923 году проиграл судейским решением Константину Градополову.
В 1926 году в Москве состоялся первый в истории СССР чемпионат страны по боксу. В этом чемпионате приняли участие 23 боксёра из 5 городов Советского Союза. Алексей Фёдорович Анкудинов представлял на соревнованиях московское отделение спортивного общества «Профсоюзы» в полутяжёлой весовой категории (до 81 кг). Однако Анкудинов был единственным (также как и ещё в трёх из 8 весовых категориях) заявленным боксёром этой весовой категории, а потому звание чемпиона СССР по боксу ему было присвоено условно, без единого проведённого поединка в рамках турнира. Также существует версия, что в полутяжелом весе было зарегистрировано два боксёра, но второй боксёр не захотел боксировать с Алексеем Фёдоровичем.
Оставался действующим боксёром до 1928 (по другим данным — 1927) года. В начале Великой Отечественной войны был призван в ряды Красной армии, но вскоре получил контузию и был демобилизован. По состоянию на 1956 год работал кочегаром на фабрике в Барнауле. Последние годы жизни провел в Черновцах, где жил вместе со своей сестрой Зинаидой. В 1970—80 годах Алексей Фёдорович проходил в день до 32 километров, а каждой весной ездил в Кишинёв, где помогал находящимся в лечебнице душевнобольным людям. Также был почётным гостем и судьёй на многих соревнованиях по боксу.
Алексей Фёдорович Анкудинов скончался 20 марта 1983 года в Черновцах. Причиной смерти стала злокачественная опухоль, развившаяся в области носа. После смерти Анкудинова был проведён ряд боксёрских турниров, посвящённых его памяти.

## Оценки
Первый чемпион СССР в полутяжёлом весе был, по воспоминаниям его современника Константина Градополова (книга «Воспоминания боксера»), «колоритнейшей фигурой»: бородатым «Папашей», которого на ринге никто не сбивал с ног.
Алексей Анкудинов характеризовался как боксёр, имеющий сильный удар с обеих рук, который не терялся после пропущенных сильных ударов. Его основными ударами были хуки и апперкоты, кроме того успешно пользовался защитными действиями: нырками, подставками и уклонами. Также в число особенностей стиля Анкуднова входило умение ориентироваться в боевой ситуации, при том, что поединки он предпочитал проводить в «несуетливом темпе».

Бойцом он был и на ринге — смелым, стойким, выносливым, с сильным ударом. Нельзя было отказать ему и в боевой хитрости, и в технической сноровке— Константин Градополов
Боксёрское прозвище — «Папаша», получил «за неизменную большую окладистую бороду» и был единственным чемпионом СССР по боксу, имевшим во время соревнований бороду.